# Függőcinege

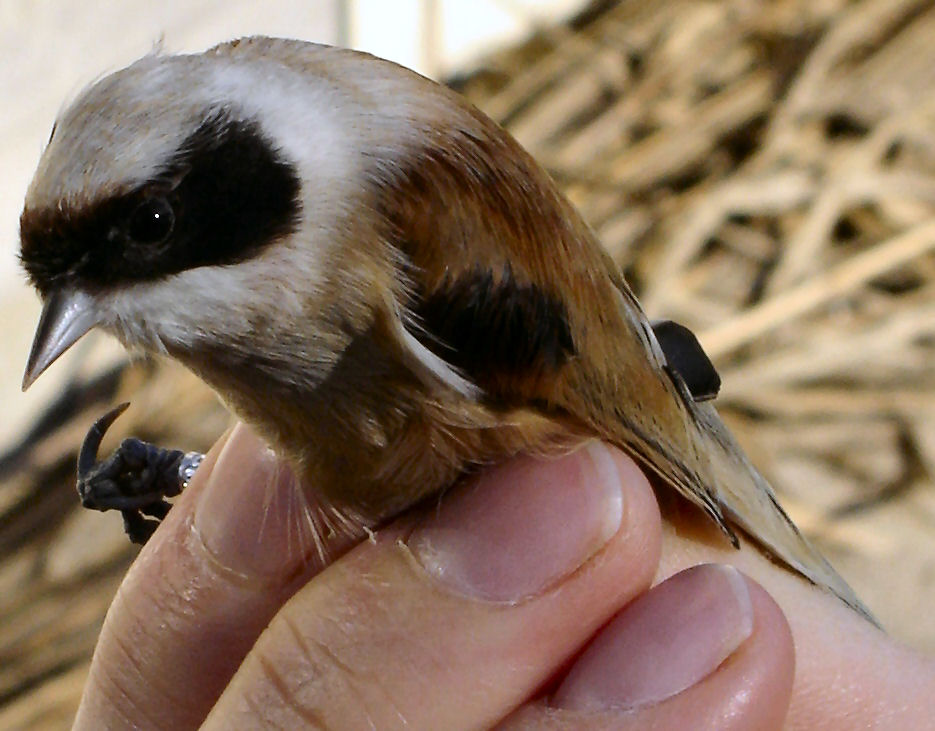
Hím függőcinege közelről

A függőcinege (Remiz pendulinus) a verébalakúak (Passeriformes) rendjébe, ezen belül a függőcinege-félék (Remizidae) családjába tartozó madárfaj. Nevével ellentétben nem közelebbi rokona a valódi cinegéknek (Paridae), noha meglehetősen hasonlít rájuk.

## Előfordulása
Alapvetően eurázsiai elterjedésű faj. A Földközi-tenger európai és ázsiai partvidékén élő állomány állandó, míg az északabbra (nyugaton kb. a Rajnáig, északon Skandinávia déli csücskéig) élő függőcinegék délebbre vonulnak telelni. A vizek közelségét keresik, hegyvidékeken ritkák.

## Alfajai
- európai függőcinege (Remiz pendulinus pendulinus) – Európa
- kis-ázsiai függőcinege (Remiz pendulinus menzbieri) – Anatólia, Közel-Kelet
- kaszpi függőcinege (Remiz pendulinus caspius) – a Kaszpi-tenger vidéke
- altáji függőcinege (Remiz pendulinus altaicus) – Szibéria keleti része
- Remiz pendulinus jaxarticus

## Megjelenése
Háta alapvetően vörösesbarna színű, a hasi rész pedig világosabb krémszínű. Alfajai elsősorban a fej színét tekintve különböznek egymástól. Az európai Remiz pendulinus pendulinus feje világos kékesszürke, amit fekete maszk díszít, torka pedig fehér. A fiatal állatok világosabb színűek és maszkjuk sincs.
Az európai madarakkal szemben a Anatólia és Levante vidékén élő ssp. menzbieri feje teljesen fekete, míg például a Kaszpi-tengernél és Közép-Ázsiában előforduló ssp. caspius fekete maszkját attól nem élesen elváló barna fejtető és feketével pettyezett torok fogja közre.
A függőcinege jellegzetessége a valódi cinegékhez képest hosszú farok. Testhossza 11 centiméter, szárnyfesztávolsága 16–18 centiméter, testtömege 8–11 grammos. A tojók csak annyiban különböznek a hímektől, hogy maszkjuk kisebb.

## Életmódja
Elsősorban vizek mentén találkozhatunk vele, táplálékát az itt előforduló ízeltlábúak (pókok, hangyák, hernyók, csomósdarazsak, bodobácsok, levéltetvek) valamint az előbbiek szűkös kínálata esetén a nád és gyékény magvai képezik. Sokszor látni egy-egy nádszálba vagy fűzgallyba kapaszkodva.
Hívóhangja magas cííí vagy cinegeszerű ci-ci-ci.

## Szaporodása
A függőcinege szinte kizárólag vízpartok mentén álló fűzfák ágvilláiban építi fel – pontosabban szövi meg – lelógó zacskóra emlékeztető fészkét, melynek a tetején csőszerű bejárat van. Alapanyagul nádbuga és gyékénybuzogány pelyheit, illetve barkapelyheket használ. Fészkének környékén kisebb revírt tart fenn.
Évente általában kétszer költ, egy-egy fészekalj 5-8 tojásból áll. A kotlás 12-14 napig tart, majd 18-26 napnyi folyamatos szülői etetést követően a fészeklakó fiókák kirepülnek.
|  |  |

## Kárpát-medencei előfordulása
Az egész Kárpát-medencében rendszeres fészkelő.
Magyarországi állománya a Fertő tó vidékén a legsűrűbb, de a Tisza és a Rába mentén is gyakori. Becslések szerint Magyarországon 4500–13 000 pár él, és az állomány stabilnak mondható.

## Védettsége
A faj a Természetvédelmi Világszövetség szerint nemzetközi léptékben is jó kilátású, SPEC értékelése sincs. Magyarországon ennek ellenére védettséget élvez, természetvédelmi értéke 50 000 forint.